# Saint-Germain-du-Salembre
Saint-Germain-du-Salembre é uma comuna francesa na região administrativa da Nova Aquitânia, no departamento Dordonha. Estende-se por uma área de 19,68 km². Em 2010 a comuna tinha 950 habitantes (densidade: 48,3 hab./km²).